# Luc Capdevila
Luc Capdevila (Hérault, 4 de julio de 1960) es un historiador francés especializado en historia del tiempo presente. Sus investigaciones abarcan dinámicas sociales y culturales de sociedades en guerra (siglos XIX-XXI) en Europa y América Latina, dentro del marco de los Subaltern Studies.
Tras estudiar sociedades europeas en entre la 1ª y la 2ª guerra mundial (género, mortalidad masiva y procesos memoriales), desarrolló investigaciones sobre las confrontaciones de la sociedad paraguaya durante la Guerra de la Triple Alianza y experiencias indígenas en la Guerra del Chaco.
Sus trabajos comparativos también analizan colonialismos tardíos, colonialismos internos e historiografía intercultural.

## Biografía
Realizó su doctorado en la  Universidad de Rennes-II, bajo dirección de  Jacqueline Sainclivier (1997), estudiando la posguerra en Bretaña (1944-1945). Tras enseñar en liceos Jean Guehenno de Fougères y Joliot Curie à Rennes en Ille y Vilaine,  actualmente es catedrático de historia contemporánea en Rennes 2 e investigador del UMR CNRS 6051ARENES.

## Publicaciones

### Obras
- Les Bretons au lendemain de l'Occupation : imaginaires et comportements d'une sortie de guerre, 1944-1945, Presses universitaires de Rennes, 1999[1]·.[2]
- Con Danièle Voldman, Nos morts : les sociétés occidentales face aux tués de la guerre (s. XIX-XX), Payot, 2002[3]·[4]·[5]·.[6]
- Con François Rouquet, Danièle Voldman y Fabrice Virgili, Hommes et femmes dans la France en guerre (1914-1945), Payot, 2003.[7]
- Une colonie française au Paraguay : la Nouvelle-Bordeaux, Paris, Éditions l'Harmattan, 2005, 127 p. (en colaboración con Guido Rodríguez Alcalá)
- War Dead Western Societies and the Casualties of War (19th/20th centuries), en collaboration avec Danièle Voldman, Edinburgh (Grande-Bretagne), Edinburgh University Press, hardback & paperback, 2006, 200 p. [Traduction anglaise par Richard Veasey de la première édition française révisée de Nos morts, avec une préface de Jay Winter].[8]
- Une guerre totale, Paraguay 1864-1870 : essai d’histoire du temps présent, Rennes, PUR, 2007, 510 p[9]·.[10]
- Avec Isabelle Combes, Nicolas Richard y Pablo Barbosa, Les hommes transparents : indiens et militaires dans la guerre du Chaco (1932-1935), Presses universitaires de Rennes, 2010.[11]
- Sexes, genre et guerre (France 1914-1945), Paris, Petite bibliothèque Payot, 2010, 382 p., en colaboración con François Rouquet, Fabrice Virgili, Danièle Voldman (édition de poche actualisée de Hommes et femmes dans la France en guerre 1914-1945).
- Una guerra total: Paraguay, 1864-1870. Ensayo de historia del tiempo presente, Asunción del Paraguay, Centro de estudios antropológico de la universidad católica de Asunción/Sb ed., 2010, 544 p.[12]
- Los hombres transparentes. Indígenas y militares en la guerra del Chaco, 1932-1935, en colaboración con Isabel Combes, Nicolás Richard y Pablo Barbosa, Cochabamba, Instituto de misionología (UCB), col. Scripta Autochtona/Historia Indígena de las Tierras Bajas, 2010, 230 p.[13]
- Femmes, armée et éducation dans la guerre d'Algérie; Rennes, PUR, 2017[14]·.[15]
- Una guerra total: Paraguay, 1864-1870. Ensayo de historia del tiempo presente, Buenos Aires, Sb Editorial, Colección Paraguay contemporáneo, 2020, 512 p. [nueva edición de la colección “Paraguay contemporáneo” de la versión paraguayo-argentina precedente].
- Paraguay bajo la sombra de sus guerras. Historia, memoria y construcción política, siglos XIX/XXI, Buenos Aires, SB Editorial, 2021, 276 p.[16]
- Una colonia francesa en Paraguay: Nueva Burdeos, Buenos Aires, SB Editorial, colección “Tanteando al elefante”, 2023, 95 p., en colaboración con Guido Rodriguez Alcalá, prefacio de Ignacio Telesca.

### Gestión de obras
- Armées – CLIO, femmes, sociétés, histoire, no 20, coordinado con Dominique Godineau, novembre 2004, 312 p.
- Con Sophie Cassagnes y Martine Cocaud, Le genre face aux mutations : masculin et féminin, du Moyen Âge à nos jours, Presses universitaires de Rennes, 2003.
- Amériques métisses – CLIO, femmes, sociétés, histoire, no 27, coordinado por Carmen Bernand y Capucine Boidin, 2008, 298 p.
- Con Marc Bergère, Genre et événement : du masculin et du féminin en histoire des crises et des conflits, Presses universitaires de Rennes, 2006.[17][18][19]
- Colonisations – CLIO, femmes, sociétés, histoire, no 33, Coordinado con Pascale Barthélémy y Michelle Zancarini-Fournel, 2011, 319 p.
- Les Indiens des frontières coloniales. Amérique australe, XVIe siècle/temps présent, Rennes, PUR, 2011, 255 p, coordinado con Jimena Obregón Iturra y Nicolas Richard.[20]
- Luc Capdevila y Frédérique Langue (dir.), Entre mémoire collective et histoire officielle : l'histoire du temps présent en Amérique latine, Rennes, Presses universitaires de Rennes, 2009, 280 p.[21][22][23][24]
- Le passé des émotions. D'une histoire à vif, Amérique latine et Espagne, Rennes, PUR, 2014, 204 p, coordinado Frédérique Langue.[25][26][27]
- L'engagement et l'émancipation. Ouvrage offert à Jacqueline Sainclivier, Rennes, PUR, 2015, 357 p., coordinado Patrick Harismendy.

### Coordinación de números de la revista
- Pour une histoire de l'exil français – Matériaux pour l’histoire de notre temps, no 67, septembre 2002, 124 p. , coordinado con Denis Rolland.
- Variations – CLIO, femmes, sociétés, histoire, no 24, 2006, 362 p.
- Formes nationales du colonialisme tardif dans le Cône sud, 1850-1950, Revue Nuevo Mundo Mundos Nuevos, 2013, coordinado con Nicolas Richard.
- Paraguay: 60 años después. Propuestas para una historia presente, Nuevo Mundo Mundos Nuevos , 2014, coordinado con Lorena Soler.
- « Populisms in the Americas »/« Populismos en las Américas »/« Populismes dans les Amériques »/« Populismos nas Américas », Revue IdeAs, Idées d’Amériques, no 14, 2019, coordinado con François Vergniolle de Chantal y Jean-Christian Vinel.
- « Defense and internal security in the Americas »/« Defensa y seguridad interna en las Américas »/« Défense et sécurité intérieure dans les Amériques »/« Defesa e segurança nas Américas », Revue IdeAs, Idées d’Amériques, no 20, 2022, coordinado con Michael Stricof.